# Ilex pseudobuxus
Ilex pseudobuxus är en järneksväxtart som beskrevs av Reiss. Ilex pseudobuxus ingår i släktet järnekar, och familjen järneksväxter. Inga underarter finns listade i Catalogue of Life.